# Kazimierz Ruciński

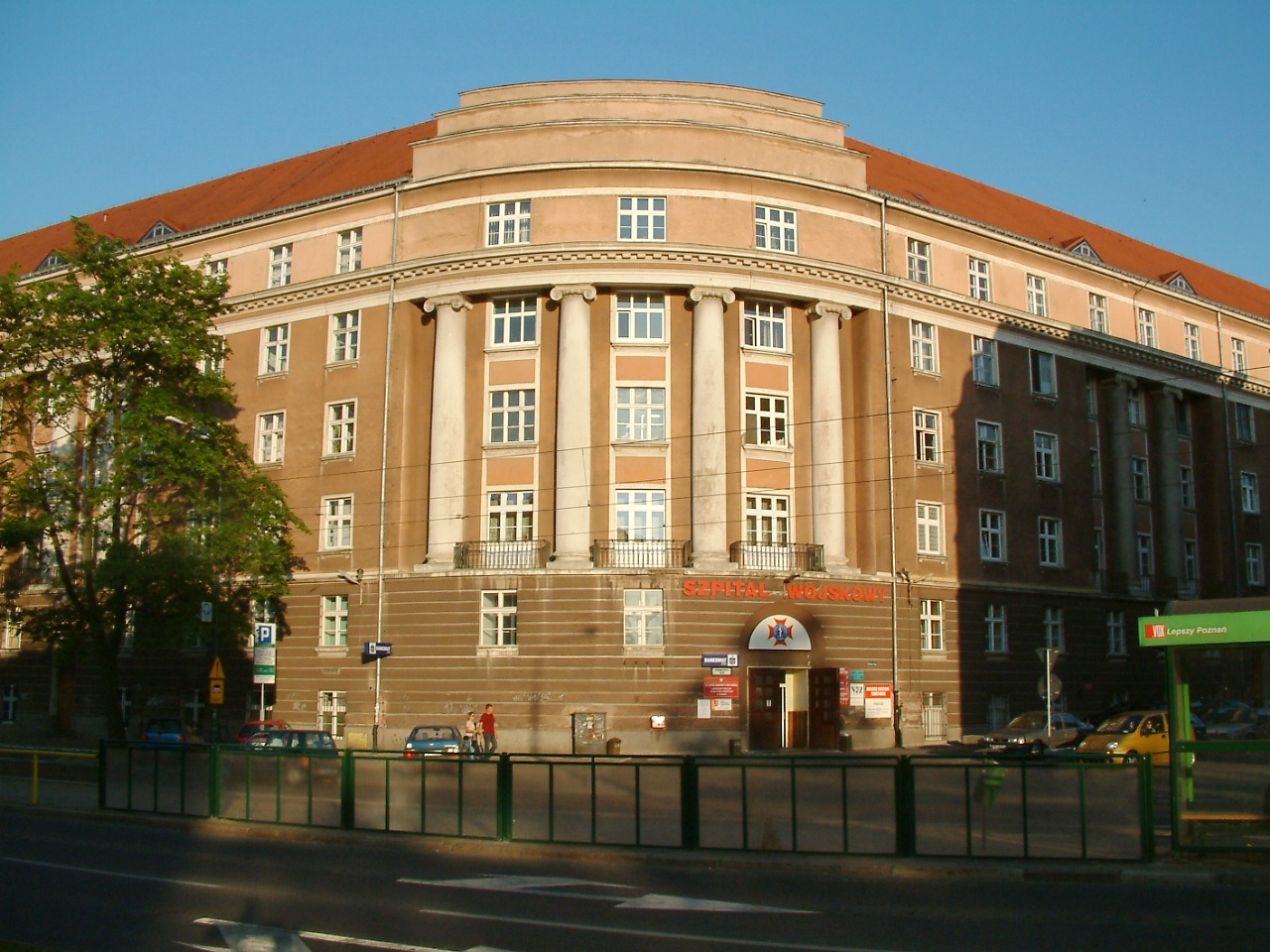
Hotel Polonia w Poznaniu

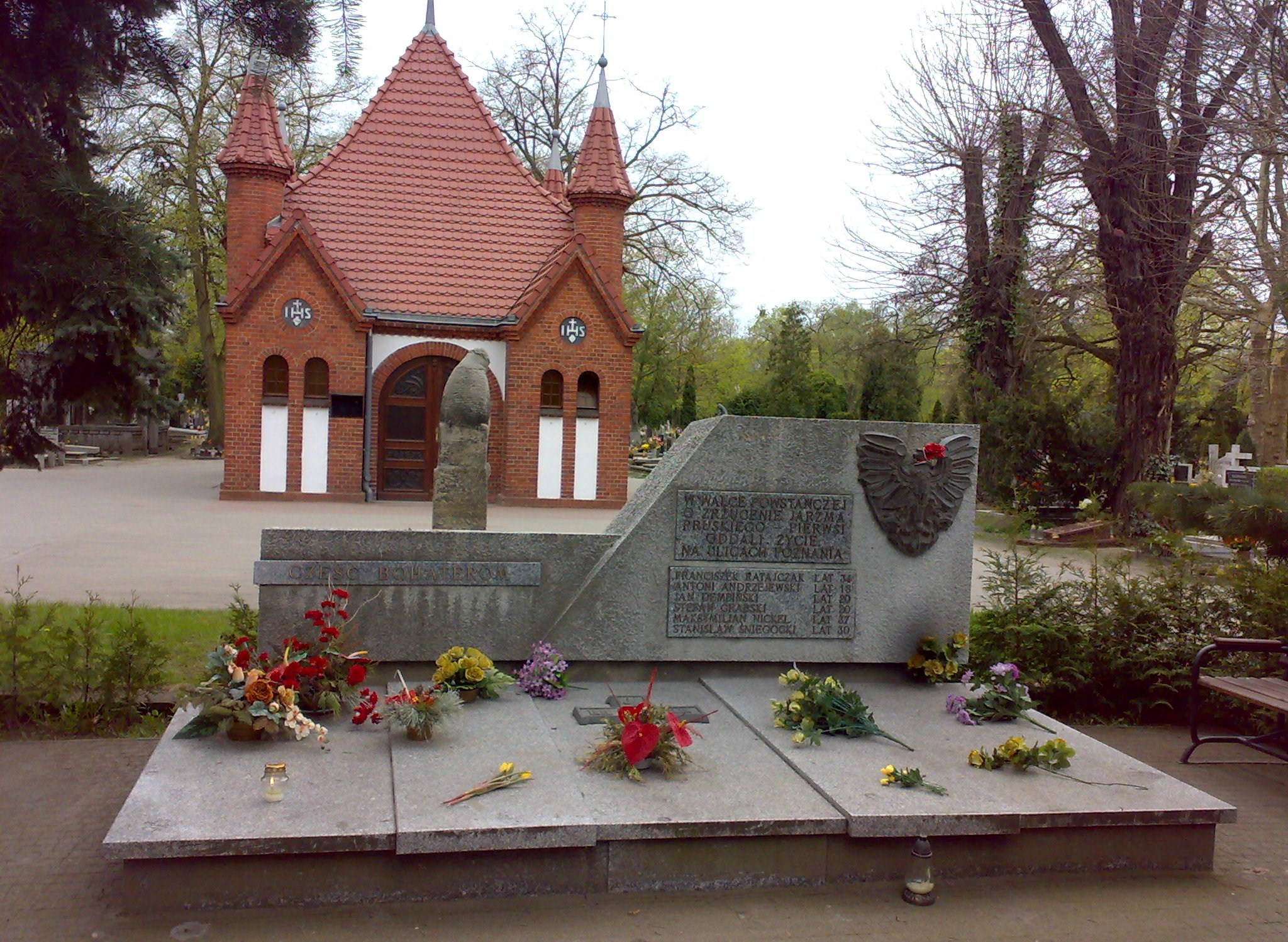
Cmentarz Górczyński w Poznaniu – kaplica

Kazimierz Ruciński-Nagórny (ur. 21 grudnia 1873 w Poznaniu, zm. w lutym 1945 w Bergen-Belsen) – polski architekt.

## Życiorys
Pochodził z rodziny wielce zasłużonej dla rozwoju Poznania i Wielkopolski. Jego ojcem był Kalikst, urzędnik Towarzystwa Ubezpieczeniowego „Vesta” oraz urzędnik konsystorski Archidiecezji Poznańskiej, matką Anna Otto-Trąmpczyńska. Spośród rodzeństwa jednym z braci był inż. Stanisław Ruciński-Nagórny, który w latach 1926-1935 pełnił funkcję prezesa Dyrekcji Okręgowej Kolei Państwowych w Poznaniu, ks. Franciszek Ksawery Ruciński-Nagórny prałat - infułat - dziekan kapituły metropolitalnej poznańskiej, Stefan Ruciński-Nagórny dyrektor Banku Agrarnego SA w Poznaniu.
Uczęszczał do Gimnazjum Marii Magdaleny w Poznaniu. Maturę zdał w roku 1896 w Krakowie. Następnie studiował architekturę na politechnikach w Charlottenburgu, Monachium i Wiedniu. W roku 1902 uzyskał dyplom architekta. Po odbyciu praktyki zawodowej powrócił w 1903 do Poznania i rozpoczął samodzielna działalność. W roku 1909 ożenił się z Zofią Cecylią Müller.
W sierpniu 1919 roku objął kierownictwo Wydziału Budowlanego Urzędu Osadniczego. W 1920 roku, decyzją pierwszej polskiej rady miejskiej został wybrany członkiem magistratu i radcą budownictwa. Przez 12 lat pełnił obowiązki decernenta Wydziału Budownictwa Naziemnego. W roku 1923 stworzył przy Wydziale pracownię architektoniczną.
Był jednym z założycieli Towarzystwa Miłośników Miasta Poznania, w latach 1922–1936 był jego prezesem.
W marcu 1932 roku przeszedł na emeryturę.
Podczas okupacji początkowo przebywał w Warszawie, a następnie w Lublinie. We wrześniu 1944 roku został aresztowany i wywieziony do obozu Sachsenhausen. 15 lutego 1945 roku znalazł się w obozie Bergen-Belsen, gdzie wkrótce zmarł.

## Twórczość
- Projekt szpitala Św. Józefa w Poznaniu,
- Hotel Polonia w Poznaniu – współpraca z Jerzym Tuszowskim[5],
- Pałace w Czekanowie, Górznie, Unii i Niechanowie,
- Kaplice w Połajewie,
- Cmentarz Górczyński w Poznaniu, m.in. kaplica cmentarna,
- Cmentarz Bożego Ciała w Poznaniu, główna brama wjazdowa, kostnica, dom ogrodnika oraz wozownia.
- szkoła na Boninie,
- Zespół mieszkaniowy przy ul. Wspólnej 51–61 w Poznaniu – w zespole.